# Hozat
Hozat (en turco otomano: خوزات‎ y en kurdo: Xozat) es el nombre de una localidad y su distrito circundante en la provincia de Tunceli, Turquía. Durante el periodo bizantino conformaba el thema de Chozanon.

## Historia
En el siglo x, Hozat era conocida con el nombre de Chozanon. Poco después de 938, fue conquistada por el Imperio bizantino conformando un thema. En 1516, la ciudad fue anexada al Imperio otomano junto con toda la Anatolia oriental y sudoriental por el sultán Selim I.
Hozat se convirtió en un distrito mediante Ley N.º 2884 promulgada el 25 de diciembre de 1935.

## Población
Población urbana y rural según el Instituto de Estadística de Turquía.
| Año  | Total  | Urbana | Rural  |
| ---- | ------ | ------ | ------ |
| 1965 | 16 698 | 4 540  | 12 158 |
| 1970 | 17 411 | 5 116  | 12 295 |
| 1975 | 18 700 | 5 796  | 12 904 |
| 1980 | 18 330 | 5 304  | 13 026 |
| 1985 | 13 090 | 4 085  | 9 005  |
| 1990 | 11 643 | 4 606  | 7 037  |
| 2000 | 9 143  | 6 589  | 2 554  |
| 2007 | 7 823  | 5 837  | 1 986  |
| 2008 | 8 349  | 6 192  | 2 157  |
| 2009 | 6 828  | 4 714  | 2 114  |
| 2010 | 6 645  | 4 512  | 2 133  |
| 2011 | 8 209  | 6 152  | 2 057  |
| 2012 | 8 661  | 6 693  | 1 968  |
| 2013 | 6 812  | 4 559  | 2 253  |
| 2015 | 6 988  | 4 846  | 2 142  |
| 2016 | 6 563  | 4 484  | 2 079  |

## Política
Seyfi Geyik, del Partido Republicano del Pueblo (CHP), fue elegido alcalde en las elecciones locales de marzo de 2019. Su Kaymakam o gobernador provincial es Cuma Emeç.